# Franz Ringhoffer
Franz Ringhoffer (* 11. Juli 1744 in Müllendorf im heutigen Burgenland; † 28. August 1827 in Prag) war ein Kupferschmied und Erfinder, der den Grundstein zu einem der bedeutendsten Industrieunternehmen der Monarchie Österreich-Ungarn legte und eine in der zweiten Hälfte des 19. Jahrhunderts in den Adelstand erhobene Fabrikantendynastie begründete.

## Leben
Er entstammte einer burgenländischen Familie in „Mühlendorf“, Komitat Ödenburg, Kgr. Ungarn und war der Sohn von Martin Ringhoffer und Magdalena Küchler. 1759 trat er bei dem Wiener Kupferschmiedemeister Franz Pauer in die Lehre, die er 1763 abschloss. 1769 wurde er in die Prager Kupferschmiedezunft aufgenommen.
Nach der Meisterprüfung erwarb Franz Ringhoffer 1771 das Bürgerrecht der Stadt Prag und eröffnete in der Prager Altstadt (Plattnergasse, nahe dem Clementinum) eine Werkstätte, die sich auf die Herstellung von Brauereigeräten und später auch von Dampfkesseln spezialisierte. Ringhoffer konstruierte die damals größte Sudpfanne, deren erstes Exemplar für das Brauhaus des Prämonstratenserklosters Strahov angefertigt wurde. Die hohen Einnahmen ermöglichten die kontinuierliche Erweiterung der Produktion und den Ankauf größerer Liegenschaften. 
Während der Napoleonischen Kriege (1792–1815) kam er in den Genuss umfangreicher Aufträge der österreichischen Heeresverwaltung. Um den wachsenden Kupferbedarf decken zu können, errichtete er gemeinsam mit seinem einzigen Sohn Joseph Ringhoffer (* 1785 in Prag; † 1847 in Prag) und seinem Neffen Martin Ringhoffer in Kamenitz bei Eule im Süden von Prag einen Kupferhammer und ein Walzwerk.
1791 wurde Franz Ringhoffer Prager Innungsvorsteher der Kupferschmiedezunft und Mitglied des Stadtausschusses der Zunftältesten, 1793 wurde er in das Stadtverordnetenkollegium gewählt, kurz darauf zog er in den Stadtrat ein.
Als er sich 1821 zur Ruhe setzte, hatte sein florierender Betrieb 159 Braupfannen produziert.
Nach dem Tod seiner ersten Frau Johanna heiratete er am 14. März 1782 Elisabeth Pakeny (Packeny, Packenj, Pacqueny) aus einer angesehenen Goldschmiedefamilie italienischer Herkunft, die zu Beginn des 18. Jahrhunderts über Westfalen nach Böhmen zugewandert war. Elisabeths Vater Johann Dominik Packenius war ein einflussreicher Ratsherr in der Prager Kleinseite und Vertrauter der hohen Geistlichkeit. Mehrere von ihm geschaffene kostbare Monstranzen und Ziborien gehören zum Domschatz des Prager Veitsdoms. 
Seiner Heimatgemeinde Müllendorf stiftete Franz Ringhoffer 1789 eine wertvolle Monstranz. Die Schenkungsurkunde unterzeichnete er als "bürgerlicher Kupferverleger".

## Wirkung
Nach seinem Tod übernahm sein Sohn Joseph Ringhoffer (1785–1847) die Leitung der Kupferwerke. 1832 zum k.k. Hof-Kupferschmiedemeister ernannt, erhielt er 1843 das Privileg zur Erzeugung sämtlicher Kupfer- und Messingwaren. Der Betrieb entwickelte immer leistungsfähigere Verfahren und produzierte neuartige Apparate und verfahrenstechnische Anlagen für Bierbrauereien, Mälzereien, Spirituosenbrennereien und Zuckerfabriken. 
Aus der 1848 angegliederten Maschinenfabrik und der 1852 gegründeten Waggon- und Tenderfabrik in Smichow ging unter Franz Ringhoffers Enkel Franz Freiherr von (seit 1873) Ringhoffer (* 1817 in Prag; † 1873 in Prag-Smichov) und dessen Sohn Franz Seraph Josef Freiherr von Ringhoffer (* 1844 in Prag; † 1909 in Bad Kissingen) ein weitverzweigter Konzern hervor, der auf den Gebieten des Waggonbaus und der Automobilerzeugung ("Tatra") Weltruf erlangte.
Zwei Enkel des Franz Ringhoffer – Franz Freiherr von Ringhoffer (1817–1873) und Emanuel Ritter von Ringhoffer (* 1823 in Prag, verstorben 1903 in Wien) – wurden vom österreichischen Kaiser Franz Joseph I. nobilitiert.